# Pentagramma nigrifrons
Pentagramma nigrifrons är en insektsart som beskrevs av Frederick Arthur Godfrey Muir 1934. Pentagramma nigrifrons ingår i släktet Pentagramma och familjen sporrstritar. Inga underarter finns listade i Catalogue of Life.